# Nicolas
Nicolas oder Nicolás ist ein männlicher Vorname und Familienname.

## Herkunft und Bedeutung
Nicolas ist die französische Form von Nikolaus.
Nicolás ist die spanische Form von Nikolaus.

## Namensträger

### Vorname
- Nicolas Abdat (* 1996), deutscher Fußballspieler
- Nicolas Alfonsi (1936–2020), französischer Jurist und Politiker
- Nicolas Altstaedt (* 1982), deutsch-französischer Cellist
- Nicolas Anelka (* 1979), französischer Fußballspieler
- Nicolas Baudesson, gen. Monsù Badasson (ca. 1609/11–1680), französischer Stilllebenmaler
- Nicolas Beaupré (* 1970), französischer Historiker
- Nicolas Berggruen (* 1961), deutsch-amerikanischer Finanzinvestor
- Nicolas Bonnet (* 1984), französischer Skibergsteiger und Extremsportler
- Nicolas Born (1937–1979), deutscher Schriftsteller
- Nicolas Bouvier (1929–1998), Schweizer Schriftsteller
- Nicolas Cage (* 1964), US-amerikanischer Schauspieler
- Nicolas Conte (* 1973), französischer Snowboarder
- Nicolas Charbonnier (* 1981), französischer Segler
- Nicolas Dumont (Radsportler) (* 1973), französischer Straßenradrennfahrer
- Nicolas Dumont (Pokerspieler) (* 1986 oder 1987), französischer Pokerspieler
- Nicolas Dupuis (Fußballtrainer) (* 1968), französischer Fußballtrainer
- Nicolas Dupuis (Musiker) (* 1993), kanadischer Musiker
- Nicolas Escudé (* 1976), französischer Tennisspieler
- Nicolás Fierro, chilenischer Pokerspieler
- Nicolas Fontaine (Freestyle-Skier) (* 1970), kanadischer Freestyle-Skier
- Nicolas Freeling (1927–2003), britischer Schriftsteller
- Nicolas Gilsoul (* 1982), belgischer Rallyebeifahrer
- Nicolás Guerra (* 1999), chilenischer Fußballspieler
- Nicolas Hénard (* 1964), französischer Segler
- Nicolas Hülkenberg (* 1987), deutscher Automobilrennfahrer, siehe Nico Hülkenberg
- Nicolas Isouard (1775–1818), maltesischer Komponist französischer Herkunft
- Nicolas Jaar (* 1990), chilenisch-amerikanischer Musiker
- Nicolas Kalb (* 1988), französischer Poolbillardspieler
- Nicolas Kiefer (* 1977), deutscher Tennisspieler
- Nicolas Leblanc (1742–1806), französischer Arzt, Chemiker und Fabrikant
- Nicolas Leblanc (Fußballspieler) (* 1980), französischer Fußballspieler
- Nicolás Leiva (Fußballspieler) (* 1991), chilenischer Fußballspieler
- Nicolas Limbach (* 1985), deutscher Säbelfechter
- Nicolas Lorgne († 1284), französischer Großmeister des Johanniterordens
- Nicolás Maduro (* 1962), venezolanischer Politiker, Staatspräsident ab 2013
- Nicolas Malebranche (1638–1715), französischer Philosoph
- Nicolás Massú (* 1979), chilenischer Tennisspieler
- Nicolas Metzdorf (* 1988), französischer Politiker
- Nicolas Michel (* 1949), Schweizer Jurist und Hochschullehrer
- Nicolás Navarro (Fußballspieler, 1985) (Nicolás Gaston Navarro; * 1985), argentinischer Fußballtorhüter
- Nicolas Navarro (Leichtathlet) (* 1991), französischer Leichtathlet
- Nicolás Navarro Castro (* 1963), mexikanischer Fußballtorhüter
- Nicolás Eugenio Navarro (1867–1960), venezolanischer Geistlicher, Weihbischof in Caracas
- Nicolás Orellana (* 1994), chilenischer Fußballspieler
- Nicolas Ottermann (* 1986), deutscher Poolbillardspieler
- Nicolas Poussin (1594–1665), französischer Maler
- Nicolas Puschmann (* 1991), deutscher Fernsehdarsteller
- Nicolas Raffort (* 1991), französischer Skirennläufer
- Nicolas Roche (* 1984), irischer Radrennfahrer
- Nicolas Roeg (1928–2018), britischer Filmregisseur und Kameramann
- Nicolas Sarkozy (* 1955), französischer Politiker, Staatspräsident 2007 bis 2012
- Nicolas von Schweden (* 2015), schwedischer Prinz
- Nicolás Terol (* 1988), spanischer Motorradrennfahrer
- Nicolas Vilant (1737–1807), schottischer Mathematiker
- Nicolas Winter (* 1992), deutscher Fußballschiedsrichter
- Nicolas Zippelius (* 1987), deutscher Politiker (CDU), MdB

### Familienname
- Adolfo Nicolás SJ (1936–2020), spanischer römisch-katholischer Theologe; Generaloberer des Jesuiten-Ordens (2008–2016)
- Adolphe Nicolas (1936–2020), französischer Geologe und Geophysiker
- Alexis Nicolas (* 1983), englisch-zyprischer Fußballspieler
- Alrich Nicolas (* 1956), haitianischer Diplomat, Politiker, Soziologe, Völkerkundler und Volkswirt
- Auguste Nicolas (1807–1888), französischer Jurist, der sich als Autor religiösen Themen aus katholischer Sicht widmete
- Benoît Nicolas (* 1977), französischer Duathlet
- Carlos Coloma Nicolás (* 1981), spanischer Radrennfahrer
- Cedric Nicolas-Troyan (* 1969), französischer Spezialist für visuelle Effekte
- Clovis Nicolas (* 1973), französischer Jazzmusiker
- Emilie Nicolas (* 1987), norwegische Sängerin und Songwriterin
- Hugo Nicolás Barbaro (* 1950), argentinischer Priester, Bischof von San Roque de Presidencia Roque Sáenz Peña
- Jean Nicolas (Politiker) (1874–?), deutscher Politiker, Mitglied des Preußischen Staatsrats
- Jean Nicolas (Fußballspieler) (1913–1978), französischer Fußballspieler
- Jean-Hervé Nicolas (1910–2001), französischer Dominikaner, Theologe und Hochschullehrer
- Jean-Louis Nicolas, französischer Mathematiker
- Jean-Pierre Nicolas (* 1945), französischer Rallyefahrer
- Louis Nicolas (1634–1682), französischer Jesuit in Kanada
- Marcel Nicolas (1901–1983), deutscher Statistiker und Hochschullehrer
- Mickey Nicolas (1926–2018), französischer Musiker, Arrangeur und Komponist
- Marguerite Nicolas (1916–2001), französische Hochspringerin
- Moritz Nicolas (* 1997), deutscher Fußballtorwart
- Paul Nicolas (1899–1959), französischer Fußballspieler
- Paul Nicolas (Glasmacher) (1875–1952), französischer Glasmacher
- Pedro Osorio Nicolás (* 1965), mexikanischer Fußballspieler und -trainer
- Richard Nicolas (1898–1955), deutscher Drehbuchautor und Regisseur
- Robert Nicolas (1920–1944), belgischer römisch-katholischer Geistlicher und Märtyrer
- Sandro Nicolas (* 1996), deutscher Sänger
- Valérie Nicolas (* 1975), französische Handballspielerin und -trainerin
- Waltraut Nicolas (1897–1962), deutsche Schriftstellerin

### Pseudonym
- Nicolas Bourbaki, Pseudonym einer Mathematiker-Gruppe seit 1938 bis 1998

### Sonstiges
- Nicolas Rocks, Klippenfelsen im Archipel der Südlichen Orkneyinseln, Antarktis